# Jan Koneffke
Jan Koneffke (* 19. November 1960 in Darmstadt) ist ein deutscher Schriftsteller und Übersetzer.

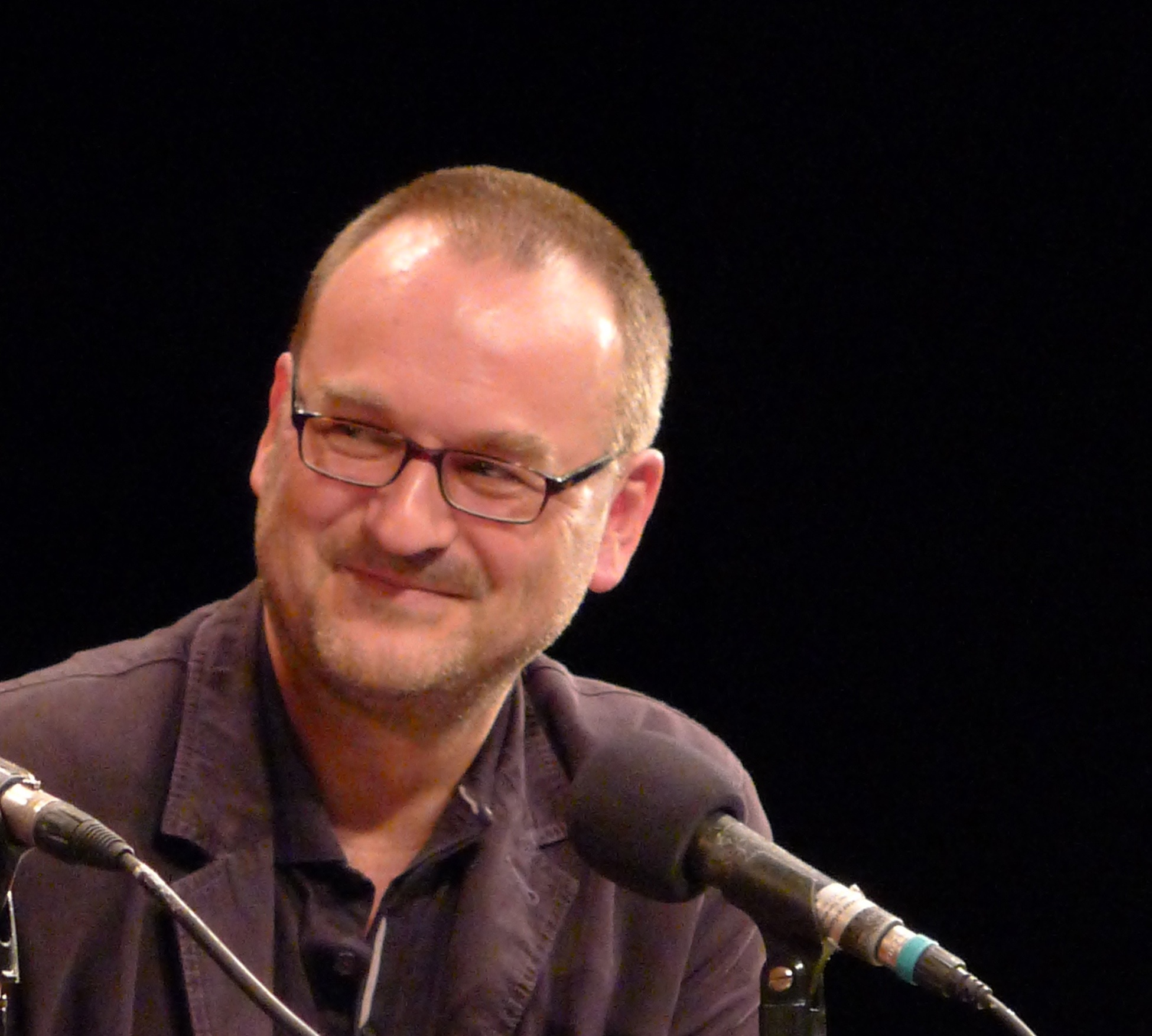
Jan Koneffke auf dem Erlanger Poetenfest 2011

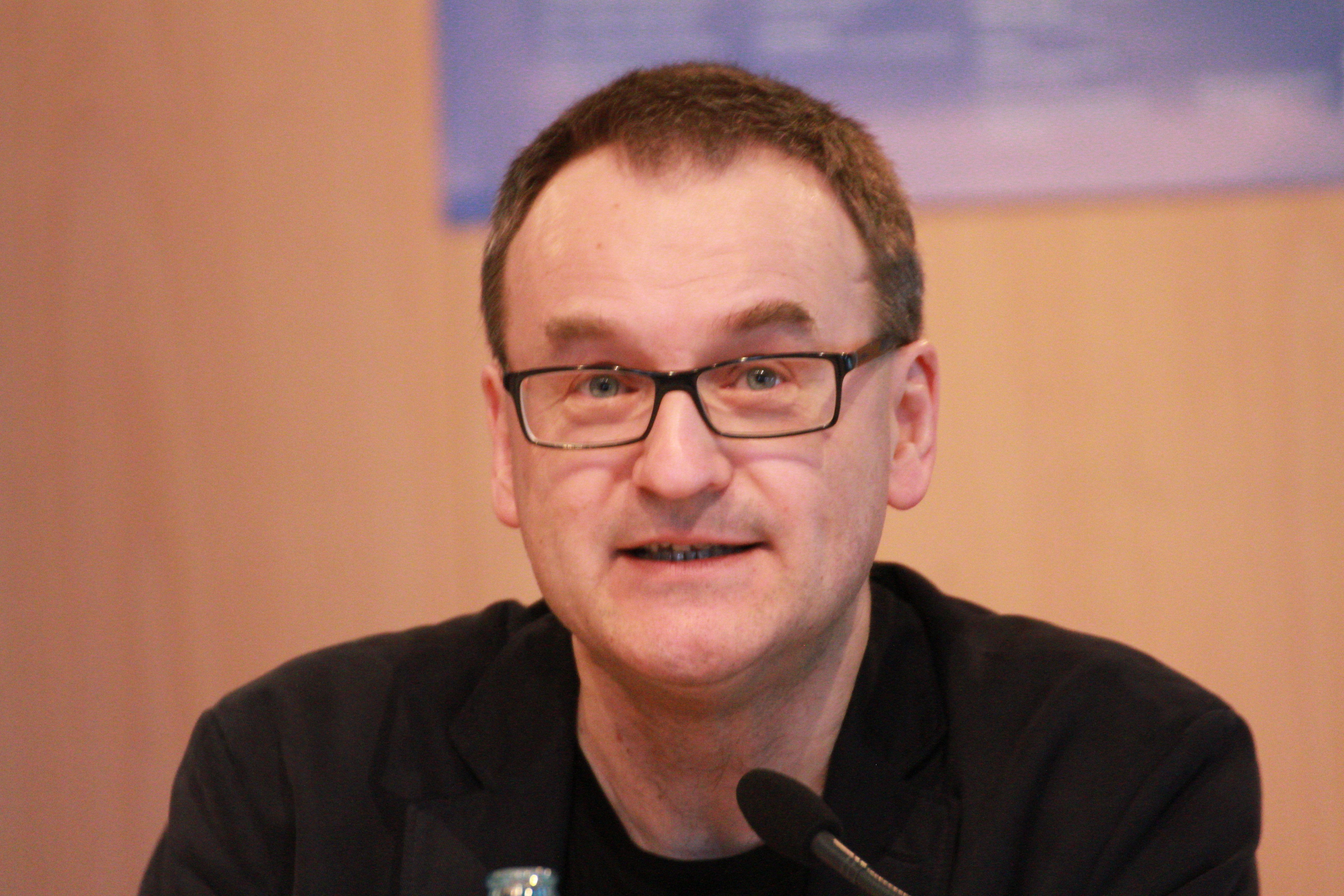
Jan Koneffke als Juror auf dem Literarischen März 2015

## Leben
Jan Koneffke, Sohn des Bildungstheoretikers und Professors Gernot Koneffke (1927–2008), verbrachte seine Jugend hauptsächlich in Darmstadt und kurze Zeit in Frankfurt am Main und Braunschweig. 1980 machte er sein Abitur am Ludwig-Georgs-Gymnasium in Darmstadt. Ab 1981 studierte er Philosophie und Germanistik an der Freien Universität Berlin; 1987 erlangte er den Magistergrad mit einer Arbeit über Eduard Mörike.
Anschließend lebte er als freier Schriftsteller in Berlin. 1994 heiratete er seine langjährige Jugendfreundin. Aus dieser Ehe ging eine gemeinsame Tochter hervor. Nachdem er ein Villa-Massimo-Stipendium erhalten hatte, ging er 1995 nach Rom, wo er bis 2003 seinen Wohnsitz hatte. Seither lebt er in Wien und Bukarest, der Heimat seiner zweiten Frau.
Jan Koneffke schreibt Lyrik, die sich durch eine ausgefallene, fantastische Bildersprache und die ironische Verwendung eines altertümlichen Stils auszeichnet. In seinen Romanen und Erzählungen behandelt er häufig das Problem des Identitätsverlusts. Für seinen Roman Ein Sonntagskind wertete er Briefe aus dem Nachlass seines Vaters aus. 2020 erschien sein Roman Die Tsantsa-Memoiren. Im Hintergrund dieses Romans steht „eine persönliche Erfahrung von tödlicher Krankheit und chirurgischen Eingriffen in den Körper“. Im September 2023 erschien sein Jugendroman Dudek im Geparden Verlag, eine Coming-of-age-Geschichte mit Aspekten eines Thrillers.
Seit 2017 ist Koneffke Mitglied im PEN-Zentrum Deutschland.

## Auszeichnungen
- 1987: Leonce-und-Lena-Preis
- 1990: Förderpreis zum Friedrich-Hölderlin-Preis der Stadt Bad Homburg vor der Höhe
- 1990: Alfred-Döblin-Stipendium
- 1995: Stipendium der Villa Massimo
- 2001: Gastprofessur für Poetik an der Universität Bamberg
- 2005: Offenbacher Literaturpreis
- 2013: Usedomer Literaturpreis[3]
- 2016: Uwe-Johnson-Preis, für Ein Sonntagskind
- 2019: Heinrich Heine Stipendium in Lüneburg
- 2022: Robert-Gernhardt-Preis für Abgesang[4]

## Werke (Auswahl)
- Vor der Premiere. Frankfurt am Main 1988, ISBN 3-627-10070-0.
- Gelbes Dienstrad wie es hoch durch die Luft schoß. Frankfurt am Main 1989, ISBN 3-627-10071-9.
- Bergers Fall. Frankfurt am Main 1991, ISBN 3-627-10072-7.
- Halt! Paradiesischer Sektor! Rom 1995.
- Gulliver in Bulgarien. Heidelberg 1999, ISBN 3-88423-157-X.
- Paul Schatz im Uhrenkasten. Köln 2000, ISBN 3-8321-5219-9, ISBN 3-423-13033-4.
- Was rauchte ich Schwaden zum Mond. Köln 2001, ISBN 3-8321-5218-0.
- Eine Liebe am Tiber. Köln 2004, ISBN 3-8321-7863-5.
- Nick mit den stechenden Augen. München 2004, ISBN 3-423-62157-5.
- Die Schönheit des Vergänglichen. Frankfurt am Main u. a. 2004, ISBN 3-631-52422-6.
- Abschiedsnovelle. DuMont, Köln 2006, ISBN 3-8321-7958-5.
- Eine nie vergessene Geschichte. DuMont, Köln 2008, ISBN 978-3-8321-7959-5.
- Die Sache mit Zwille. Hanser, München 2008, ISBN 978-3-446-23094-1.
- Die sieben Leben des Felix Kannmacher. DuMont, Köln 2011, ISBN 978-3-8321-9585-4.
- Ein Sonntagskind. Galiani, Berlin 2015, ISBN 978-3-86971-107-2.
- Als sei es dein. Verlag Das Wunderhorn, Heidelberg 2018, ISBN 978-3-88423-583-6.
- Die Tsantsa-Memoiren. Galiani, Berlin 2020, ISBN 978-3-86971-177-5
- Dudek. Geparden Verlag, Zürich 2023, ISBN 978-3-907406-08-3
- Im Schatten zweier Sommer. Galiani, Berlin 2024, ISBN 978-3-86971-270-3

Hörspiel
- Bleibtreu heißt die Straße. Über Mascha Kaléko. Deutschlandfunk/rbb, 2017.[5]

Übersetzung
- Mario Fortunato: Spaziergang mit Ferlinghetti. Begegnungen. Schöffling, Frankfurt am Main 2011, ISBN 978-3-89561-176-6.